# Главно јело
Главно јело је издвојено или примарно јело у оброку који се састоји од неколико јела. Обично се послужује и конзумира након предјела. Главно јело је обично најобилније и најкалоричније јело са менија. Главни састојци су месо или риба. Из ових разлога главно јело се понекад назива и месним јелом. У вегетаријанској кухињи главну улогу у овом оброку обично имају махунарке. Главном јелу претходи предјело, супа и/или салата, а затим следи десерт.
На свечаним вечерама, добро испланирано главно јело може представљати гастрономски врхунац. У том случају, претходна јела се припремају и сервирају до главног јела на такав начин да се главно јело предвиђа и уз успешан план оброка, повећава задовољство и уживање у оброку. Јела након главног јела умирују непце и стомак.